# 第3回参議院議員通常選挙

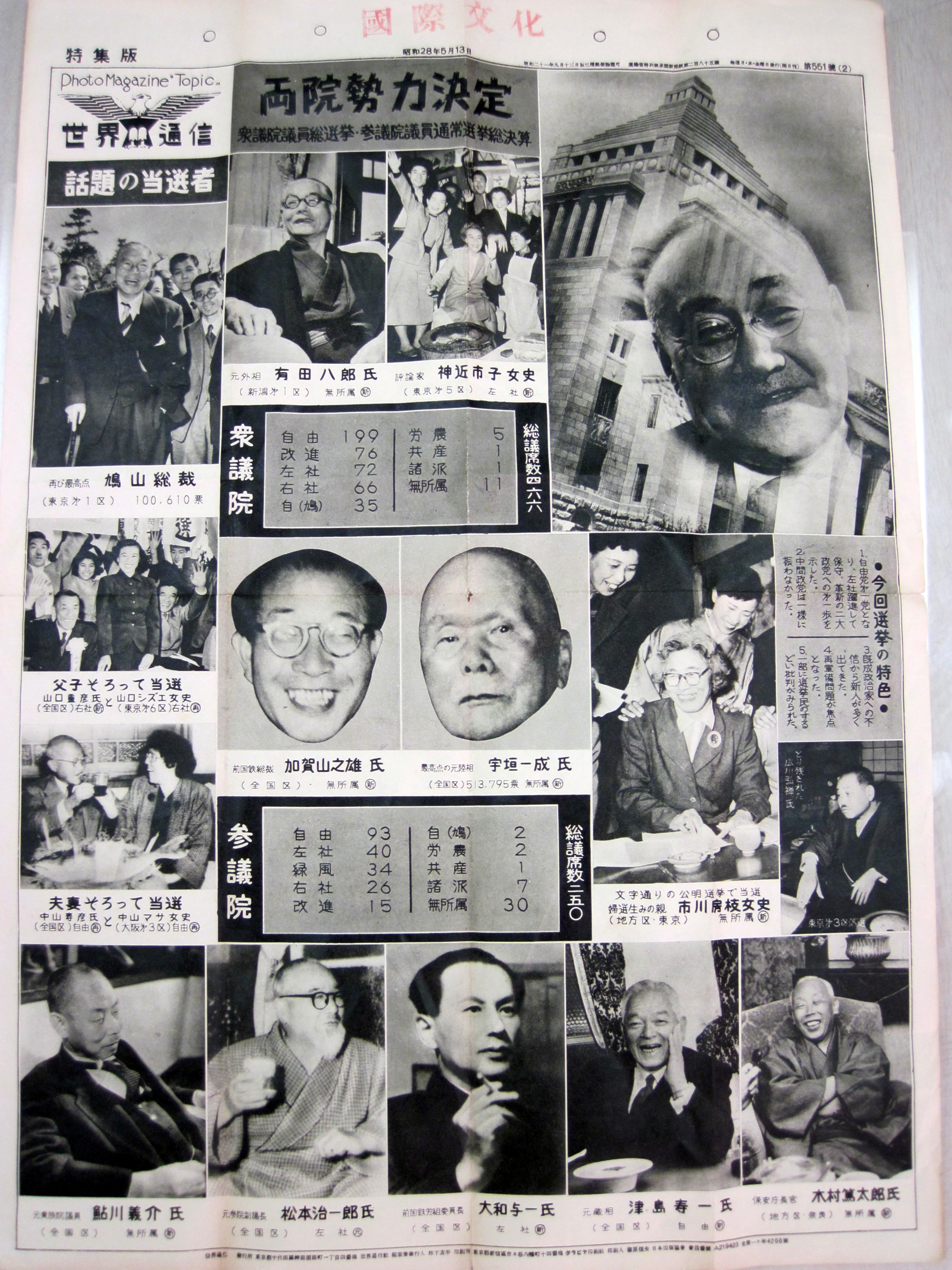
選挙結果を報じる新聞、世界通信

第3回参議院議員通常選挙（だい3かいさんぎいんぎいんつうじょうせんきょ）は、1953年（昭和28年）4月24日に日本で行われた国会（参議院）議員の選挙である。

## 概説
第1回参議院議員通常選挙によって選出された参議院議員は日本国憲法第102条の定めにより全議員のうち半数の任期を6年、残り半数の任期を3年とした。この任期6年とされた議席を対象とした選挙である。
本選挙の全国区において栃木県佐野市の投票所で候補者平林剛の所属する党派名「日本社会党」を「日本共産党」と誤記したことにより、1954年9月24日、最高裁判所の上告審判決により佐野市での選挙が無効となり、大倉精一、関根久蔵、大谷贇雄、八木秀次、柏木庫治、楠見義男の6名が失格した。そのため、1954年10月17日、佐野市で再選挙が行われ、その結果、前記6名のうち楠見義男が落選し平林剛が当選（任期3年）し確定した。

## 選挙データ

### 内閣
- 第4次吉田茂内閣（第50代）

### 公示日
- 1953年（昭和28年）3月24日

### 投票日
- 1953年（昭和28年）4月24日

### 改選数
- 128（うち3は補充のため、任期3年）
  - 地方区　-　75
  - 全国区　-　53（うち3は補充のため、任期3年）

### 選挙制度
- 地方区
  - 小選挙区制 ‐ 改選数25
    - 2人区（単記投票）　-　25

  - 中選挙区制 ‐ 改選数50
    - 4人区（単記投票）　-　15
    - 6人区（単記投票）　-　4
    - 8人区（単記投票）　-　2
- 全国区
  - 大選挙区制 ‐ 改選数53（うち3は補充のため、任期3年）

投票方法
秘密投票、単記投票、2票制（地方区・全国区）
選挙権
満20歳以上の日本国民
被選挙権
満30歳以上の日本国民
有権者数
47,036,554（男性：22,454,016　女性：24,582,538）

## 選挙活動
- 立候補者　（　地方区：　全国区:　）

## 選挙結果

### 投票率
- 63.18%

### 議席数
|                    | 全国区     | 全国区 | 全国区 | 地方区     | 地方区 | 地方区 | 議席合計 |
| 得票数             | 得票率     | 議席数 | 得票数 | 得票率     | 議席数 |        | 議席合計 |
| ------------------ | ---------- | ------ | ------ | ---------- | ------ | ------ | -------- |
| 自由党（吉田派）   | 6,149,927  |        | 16     | 8,803,131  |        | 30     | 46       |
| 自由党（鳩山派）   | 110,889    |        | 0      | 522,540    |        | 0      | 0        |
| 改進党             | 1,630,507  |        | 3      | 2,840,345  |        | 5      | 8        |
| 日本社会党（右派） | 1,740,423  |        | 3      | 2,952,803  |        | 7      | 10       |
| 日本社会党（左派） | 3,858,552  |        | 8      | 3,917,837  |        | 10     | 18       |
| 日本共産党         | 293,877    |        | 0      | 264,729    |        | 0      | 0        |
| 緑風会             | 3,301,011  |        | 8      | 2,096,103  |        | 8      | 16       |
| 労働者農民党       | 112,535    |        | 0      | 277,442    |        | 0      | 0        |
| その他の政党       | 332,898    |        | 0      | 322,674    |        | 1      | 1        |
| 無所属             | 9,504,220  |        | 15     | 6,013,363  |        | 14     | 29       |
| 合計               | 27,034,839 |        | 53     | 28,010,967 |        | 75     | 128      |

| 政党／無所属       | 改選 | 非改選 | 合計 |
| ------------------ | ---- | ------ | ---- |
| 与党               | 46   | 47     | 93   |
| 自由党（吉田派）   | 46   | 47     | 93   |
| 野党他             | 82   | 75     | 157  |
| 自由党（鳩山派）   | 0    | 2      | 2    |
| 改進党             | 8    | 7      | 15   |
| 日本社会党（右派） | 10   | 16     | 26   |
| 日本社会党（左派） | 18   | 22     | 40   |
| 日本共産党         | 0    | 1      | 1    |
| 緑風会             | 16   | 18     | 34   |
| 労働者農民党       | 0    | 2      | 2    |
| 諸派               | 1    | 0      | 1    |
| 無所属             | 29   | 7      | 36   |
| 合計               | 128  | 122    | 250  |

- 参考
  - 主要政党の変遷と国会内勢力の推移
  - 総務省統計局・統計研修所　日本の長期統計系列 第27章 公務員・選挙　参議院議員通常選挙の定数，立候補者数，選挙当日有権者数，投票者数及び投票率（昭和22年～平成16年）
  - 総務省統計局・統計研修所　日本の長期統計系列 第27章 公務員・選挙　参議院議員通常選挙の党派別当選者数及び得票率（昭和22年～平成16年）

## 各党役員
- 自由党
  - 総裁＝吉田茂、幹事長＝佐藤栄作
- 鳩山自由党（分派自由党）
  - 代表＝三木武吉
- 改進党
  - 総裁＝重光葵、幹事長＝三木武夫
- 右派社会党
  - 委員長＝河上丈太郎、書記長＝浅沼稲次郎
- 左派社会党　
  - 委員長＝鈴木茂三郎、書記長＝野溝勝
- 労働者農民党
  - 主席＝黒田寿男
- 日本共産党
  - 書記長＝徳田球一（ただしこのときは北京に亡命中である）

## 議員

### この選挙で選挙区当選
自由党   社会党左派   社会党右派   改進党   緑風会   諸派   無所属 
| 北海道   | 北海道   | 北海道   | 北海道     | 青森県   | 岩手県   | 宮城県     | 秋田県     | 山形県     | 福島県     | 福島県   |
| -------- | -------- | -------- | ---------- | -------- | -------- | ---------- | ---------- | ---------- | ---------- | -------- |
| 千葉信   | 北勝太郎 | 堀末治   | 有馬英二   | 佐藤尚武 | 川村松助 | 吉野信次   | 鈴木一     | 海野三朗   | 石原幹市郎 | 田畑金光 |
| 茨城県   | 茨城県   | 栃木県   | 栃木県     | 群馬県   | 群馬県   | 埼玉県     | 埼玉県     | 千葉県     | 千葉県     |          |
| 宮田重文 | 武藤常介 | 戸叶武   | 佐藤清一郎 | 伊能芳雄 | 最上英子 | 小林英三   | 天田勝正   | 川口為之助 | 加瀬完     |          |
| 神奈川県 | 神奈川県 | 山梨県   | 東京都     | 東京都   | 東京都   | 東京都     | 新潟県     | 新潟県     | 富山県     |          |
| 三木治朗 | 河野謙三 | 広瀬久忠 | 黒川武雄   | 市川房枝 | 岡田宗司 | 石井桂     | 田村文吉   | 西川弥平治 | 石坂豊一   |          |
| 石川県   | 福井県   | 長野県   | 長野県     | 岐阜県   | 静岡県   | 静岡県     | 愛知県     | 愛知県     | 愛知県     | 三重県   |
| 井村徳二 | 酒井利雄 | 羽生三七 | 木内四郎   | 田中啓一 | 小林武治 | 森田豊寿   | 青柳秀夫   | 近藤信一   | 長谷部広子 | 井野碩哉 |
| 滋賀県   | 京都府   | 京都府   | 大阪府     | 大阪府   | 大阪府   | 兵庫県     | 兵庫県     | 兵庫県     | 奈良県     | 和歌山県 |
| 村上義一 | 井上清一 | 竹中勝男 | 森下政一   | 中山福蔵 | 亀田得治 | 岡崎真一   | 松沢兼人   | 河合義一   | 木村篤太郎 | 徳川頼貞 |
| 鳥取県   | 島根県   | 岡山県   | 岡山県     | 広島県   | 広島県   | 山口県     | 徳島県     | 香川県     | 愛媛県     | 高知県   |
| 三好英之 | 大達茂雄 | 秋山長造 | 島村軍次   | 山下義信 | 宮沢喜一 | 安部キミ子 | 三木與吉郎 | 白川一雄   | 湯山勇     | 寺尾豊   |
| 福岡県   | 福岡県   | 福岡県   | 佐賀県     | 長崎県   | 熊本県   | 熊本県     | 大分県     | 宮崎県     | 鹿児島県   | 鹿児島県 |
| 吉田法晴 | 劔木亨弘 | 野田俊作 | 松岡平市   | 藤野繁雄 | 松野鶴平 | 寺本広作   | 後藤文夫   | 竹下豊次   | 西郷吉之助 | 井上知治 |

### この選挙で全国区当選
自由党   社会党左派   社会党右派   改進党   緑風会   諸派   無所属 
| 1位-10位  | 宇垣一成 | 加賀山之雄 | 横川信夫   | 鹿島守之助 | 上林忠次 | 三浦義男   | 松本治一郎 | 木島虎蔵 | 白井勇   | 高良とみ   |
| 11位-20位 | 重政庸徳 | 津島寿一   | 鮎川義介   | 横山フク   | 梶原茂嘉 | 八木幸吉   | 永岡光治   | 鶴見祐輔 | 青木一男 | 吉田万次   |
| 21位-30位 | 早川慎一 | 西岡ハル   | 豊田雅孝   | 雨森常夫   | 久保等   | 森田義衛   | 小沢久太郎 | 赤松常子 | 前田久吉 | 山口重彦   |
| 31位-40位 | 岡三郎   | 奥むめお   | 藤田進     | 土田国太郎 | 高橋衛   | 阿具根登   | 野本品吉   | 林了     | 岸良一   | 苫米地義三 |
| 41位-50位 | 大和与一 | 高野一夫   | 高瀬荘太郎 | 中山寿彦   | 榊原亨   | 宮城タマヨ | 青山正一   | 大倉精一 | 関根久蔵 | 大谷贇雄   |

- 補欠当選（任期3年）- 第2回で選出された野田卯一、鈴木文四郎、細川嘉六の欠員による。

| 51位-53位 | 八木秀次 | 柏木庫治 | 楠見義男 |

- 再選挙で更生当選

| 53位 | 平林剛 |

これに伴い楠見義男が落選。

### 補欠当選
- 和歌山選挙区 徳川頼貞（1954.4.17死去）→野村吉三郎（1954.6.3補欠当選）
- 島根選挙区 大達茂雄（1955.9.25死去）→佐野広（1955.11.11補欠当選）
- 鳥取選挙区 三好英之（1956.2.14死去）→中田吉雄（1956.4.4補欠当選）
- 大阪選挙区 森下政一（1957.3.5死去）→大川光三（1957.4.23補欠当選）
- 香川選挙区 白川一雄（1957.5.14死去）→増原惠吉（1957.6.28補欠当選）
- 秋田選挙区 鈴木一（衆院選立候補に伴う辞職）→松野孝一（1958.6.22補欠当選）
- 石川選挙区 井村徳二（1958.10.27死去）→柴野和喜夫（1958.12.7補欠当選）

#### この選挙で初当選
計84名
※初当選者のうち、衆議院議員経験者には「※」、貴族院議員経験者には「△」の表示がある。

##### 自由党
30名
- 青木一男△
- 青柳秀夫
- 雨森常夫
- 石井桂
- 伊能芳雄

- 井上清一
- 井上知治※
- 大達茂雄
- 大谷贇雄
- 小沢久太郎

- 鹿島守之助
- 川口為之助
- 劔木亨弘
- 酒井利雄※
- 榊原亨※

- 佐藤清一郎
- 重政庸徳
- 関根久蔵※
- 高橋衛
- 高野一夫

- 田中啓一※
- 津島寿一△
- 西岡ハル
- 西川弥平治
- 松岡平市※

- 宮沢喜一
- 横川信夫
- 横山フク
- 吉田万次
- 吉野信次△

##### 改進党
6名
- 井村徳二※
- 鶴見祐輔※
- 寺本広作
- 苫米地義三※
- 武藤常介※

- 最上英子※

##### 日本社会党（右派）
5名
- 田畑金光
- 戸叶武
- 松沢兼人※
- 山口重彦
- 八木秀次（任期３年）

##### 日本社会党（左派）
13名
- 秋山長造
- 阿具根登
- 海野三朗※
- 大倉精一
- 岡三郎

- 亀田得治
- 河合義一※
- 久保等
- 近藤信一
- 竹中勝男

- 永岡光治
- 藤田進
- 大和与一

##### 緑風会
2名
- 井野碩哉※
- 林了

##### 諸派
1名
- 湯山勇

##### 無所属
27名
- 安部キミ子
- 鮎川義介△
- 市川房枝
- 宇垣一成
- 加賀山之雄

- 梶原茂嘉
- 上林忠次
- 岸良一
- 木島虎蔵
- 北勝太郎※

- 木村篤太郎
- 河野謙三※
- 後藤文夫△
- 小林武治
- 白井勇

- 白川一雄
- 鈴木一
- 土田国太郎
- 豊田雅孝
- 野本品吉※

- 長谷部ひろ
- 広瀬久忠△
- 前田久吉
- 三木與吉郎※
- 三好英之※

- 森田義衛
- 横山フク

#### この選挙で返り咲き
計3名

##### 改進党
1名
- 八木幸吉

##### 日本社会党（右派）
1名
- 森下政一

##### 日本社会党（左派）
1名
- 松本治一郎

#### この選挙で引退・不出馬
計33名

##### 自由党
11名
- 九鬼紋十郎
- 黒田英雄
- 小串清一
- 小杉繁安
- 駒井藤平

- 鈴木安孝
- 西山亀七
- 平沼弥太郎
- 前之園喜一郎
- 山田佐一

- 横尾龍

##### 改進党
4名
- 岩男仁蔵
- 桜内辰郎
- 深川栄左エ門
- 山崎恒

##### 日本社会党（右派）
2名
- 小泉秀吉
- 斎武雄

##### 自由党（鳩山）
1名
- 池田七郎兵衛

##### 緑風会
12名
- 赤沢与仁
- 伊藤保平
- 岡部常
- 加賀操
- 川上嘉市

- 小宮山常吉
- 高田寛
- 伊達源一郎
- 波多野林一
- 藤森真治

- 堀越儀郎
- 山本有造

##### 労働者農民党
2名
- 鈴木清一
- 水橋藤作

##### 第一クラブ
1名
- 佐々木良作

#### この選挙で落選
計46名

##### 自由党
6名
- 大島定吉
- 小川久義
- 竹中七郎
- 玉柳実
- 広瀬与兵衛
- 溝淵春次

##### 改進党
5名
- 生田乃木次
- 岩木哲夫
- 岡村文四郎
- 鬼丸義斉
- 三好始

##### 日本社会党（右派）
9名
- 伊藤修
- 大野幸一
- 蟹江邦彦
- 島清
- 下条恭兵

- 中村正雄
- 波多野鼎
- 原虎一
- 吉川末次郎

##### 日本社会党（左派）
5名
- 梅津錦一
- 門田定蔵
- 金子洋文
- 河崎なつ
- 椿繁夫

##### 自由党（鳩山）
2名
- 楠瀬常猪
- 油井賢太郎

##### 緑風会
9名
- 井上なつゑ
- 梅原真隆
- 岡本愛祐
- 尾崎行輝
- 小野哲

- 木下辰雄
- 高橋龍太郎
- 徳川宗敬
- 結城安次

##### 日本共産党
2名
- 岩間正男
- 兼岩伝一

##### 諸派
1名
- 西田天香

##### 無所属
7名
- 稲垣平太郎
- 岩崎正三郎
- 木内キヤウ
- 西園寺公一
- 境野清雄

- 城義臣
- 林屋亀次郎

## 備考
熱海市で「天の川本舗」並びに四日市市で「うまいや」を経営する製菓業者だった山副博士（当時30歳）は、全国区からこの選挙に出馬した。だが、山副はラジオの政見放送にて自社製品の宣伝を繰り返し、一方で候補者に無料で配布されるハガキや特別乗車券を転売し、その上選挙活動を一切行わなかった。選挙公報でも自社製品の宣伝文句のみを記載し、宣伝カーのトラックにも自社製品の名称と、商標とみられるイラストのみを掲げていた。これが社会問題として取り上げられ、公職選挙法が商品等の宣伝行為の禁止を明文化するよう改正された。なお、カビが生えた製品が見つかる事が6回あったとして、1960年に熱海保健所の懲罰委員会は天の川本舗に営業禁止処分を下した。また、一万円紙幣を模造したビラを撒いたとして、1961年に山副は通貨及証券模造取締法違反容疑で書類送検された。1962年6月18日、静岡地裁沼津支部は山副に懲役6月・執行猶予2年の有罪判決を言い渡した。山副は控訴したが、1963年1月21日に東京高裁によって棄却された。